# 폴리나 포리스코바
폴리나 포리스코바(Paulina Porizkova, 본명: 파블리나 포르지스코바(체코어: Pavlína Pořízková), 1965년 4월 9일 ~ )은 체코슬로바키아에서 태어난 미국의 모델이자 배우이다.